# Шпагін Олексій Олексійович
Олексій Олексійович Шпагін (13 жовтня 1879, село Тамаєвка Орєховської волості Ардатовського повіту Нижньогородської губернії, тепер присілок Арзамаського району Нижньогородської області, Російська Федерація — розстріляний 13 серпня 1937, місто Свердловськ, тепер Єкатеринбург, Російська Федерація) — радянський діяч, голова Пермського міського і повітового виконкому. Член Центральної контрольної комісії РКП(б) у 1924—1925 роках. Депутат Державної думи Російської імперії ІІ-го скликання (1907 року).

## Життєпис
Народився в багатодітній селянській родині. Шкільної освіти не здобув, був самоуком (письма та читання навчався в однолітків). З семи років працював підпаском у поміщика Буданова, а з 11 років — на цегельні в Нижньому Новгороді. У дванадцятирічному віці став вантажником Березниковського содового заводу Російсько-бельгійського акціонерного товариства «Любимов, Сольве та К°» у Солікамському повіті Пермської губернії.
У 1899 році повернувся до рідного села Тамаєвки, але працювати на поміщика не захотів і поїхав до Нижнього Новгорода, де влаштувався на Сормовський завод у механічний цех. Працював також на Донбасі.
Член РСДРП з 1902 року, партійний псевдонім Кувалда. 
За завданням Сормовської партійної організації поширював прокламації серед селян, вів пропаганду серед робітників. 12 серпня 1904 року був головним керівником та організатором страйку на Сормовському заводі, за це заарештований і ув'язнений у Нижньогородській в'язниці. Звільнений за амністією у зв'язку з народженням спадкоємця престолу в серпні 1904 року.
Після виходу з в'язниці переїхав до Казані, де з 1904 по червень 1905 року працював на заводі Крестовникова. Був звільнений за революційну діяльність і занесений поліцією в «чорний список», опинився під поліцейським наглядом.
У 1905 році повернувся до Сормова, де, за допомогою товаришів, зміг влаштуватися робітником механічного цеху. Шпагіна обрали до Ради цехових уповноважених (член Сормовської ради робітничих депутатів). Був одним із керівників збройного повстання сормовських робітників у грудні 1905 року. Заарештований поліцією, але через 7 днів відпущений.
Після придушення повстання Олексій Шпагін перейшов на нелегальне становище і в червні 1906 року перебрався до Пермі, де влаштувався робітником-слюсарем Головних залізничних майстерень. Продовжував революційну діяльність, очолював заводський соціал-демократичний осередок, був організатором професійної спілки в Пермських залізничних майстернях і депо.
На губернських виборчих зборах 6 лютого 1907 року Олексій Шпагін був виборцем від робітничої курії. Обрався до Другої Державної Думи від загального складу виборців Пермських губернських виборчих зборів. З 20 лютого по 3 червня 1907 року — депутат Державної думи Російської імперії ІІ-го скликання. У Думі ІІ-го скликання входив до Соціал-демократичної фракції: брав активну участь у роботі залізничної секції.
У день виїзду з Пермі (15 лютого 1907) Олексій Шпагін виступив на мітингу на залізничному вокзалі, де говорив про необхідність скликання Установчих зборів та повалення самодержавства. За заклик до збройного повстання поліція порушила справу про притягнення Шпагіна до кримінальної відповідальності, однак це повідомлення міністра юстиції та постанова судових слідчих надійшли до Думи вже напередодні її розпуску — тому питання про позбавлення депутатської недоторканності Шпагіна не розглядалося і суд не відбувся.
Після розпуску Думи ІІ-го скликання в червні 1907 року втік, був заочно засуджений до п'яти (або десяти) років каторжних робіт та вічного поселення. Отримав паспорт на ім'я Баринова (або Баранова), жив і працював у Міасі на Уралі. У вересні 1911 року виявлений поліцією в Нижньому Новгороді, за ним було встановлено зовнішнє спостереження. 
У жовтні 1911 року емігрував та опинився в Парижі (Франція). У 1912 році його дружині, з дозволу Департаменту поліції Російської імперії, було видано паспорт для поїздки з дітьми до чоловіка. Шпагін жив у Парижі до 1917 року, з 1912 року входив до російської секції більшовиків і виконував доручення Леніна.
Після Лютневої революції 1917 року повернувся до Росії. З вересня 1917 року жив у Пермі, працював слюсарем у Головних залізничних майстернях.
Був учасником громадянської війни в Росії: організував залізничний батальйон для боротьби з військами адмірала Колчака. З листопада 1919 року, після захоплення Пермі радянськими військами, Шпагін перейшов на партійно-радянську роботу.
14 листопада 1919 — 1 березня 1920 року — голова виконавчого комітету Пермської міської та повітової рад.
З березня 1920 року — комісара головних залізничних майстерень Пермі. У 1923 році залізничним майстерням було присвоєно ім'я Шпагіна (пізніше — Пермський паровозобудівний завод імені Шпагіна).
До листопада 1923 року — відповідальний секретар Пермської губернської контрольній комісії РКП(б).
У листопаді 1923 — 1926 року — голова Уральської обласної контрольної комісії РКП(б) — обласної робітничо-селянської інспекції.
У 1926 році через інвалідність вийшов на пенсію, жив у Нижньому Новгороді. У 1933 році переїхав до міста Свердловська, де працював у місцевій раді Всесоюзного товариства старих більшовиків; очолював Свердловський обласний комітет Міжнародної організації допомоги борцям революції.
1 червня 1937 року заарештований органами НКВС за звинуваченням у «приналежності до терористичної організації, яка вчинила вбивство С. М. Кірова і готувала замах на інших керівників ВКП(б)». 13 серпня 1937 року Військовою колегією Верховного суду СРСР засуджений до страти, того ж дня розстріляний.
Посмертно реабілітований 10 червня 1956 року ухвалою Військової колегії Верховного суду СРСР. 28 вересня 1979 року на Пермському мотовозоремонтному заводі імені Шпагіна відкрита присвячена йому меморіальна дошка.